# Simplicity
| Recensione       | Giudizio |
| ---------------- | -------- |
| AllMusic         |          |
| Blabbermouth.net |          |

Simplicity è l'ottavo album in studio del gruppo musicale statunitense Tesla, pubblicato il 6 giugno 2014 dalla Frontiers Records.
L'album ha venduto circa 14 000 copie nella prima settimana di pubblicazione e ha debuttato alla 24ª posizione della Billboard 200 negli Stati Uniti.

## Tracce
1. MP3 – 5:11 (Jeff Keith, Frank Hannon, Brian Wheat, Dave Rude)
2. Ricochet – 3:46 (Keith, Hannon, Rude)
3. Rise and Fall – 3:57 (Keith, Hannon, Wheat, Rude)
4. So Divine... – 4:52 (Keith, Hannon, Wheat)
5. Cross My Heart – 4:11 (Keith, Hannon)
6. Honestly – 4:13 (Keith, Hannon, Rude)
7. Flip Side! – 3:32 (Keith, Hannon, Wheat)
8. Other Than Me – 3:22 (Keith, Hannon, Wheat, Rude)
9. Break of Dawn – 5:03 (Keith, Hannon, Rude)
10. Burnout to Fade – 4:52 (Keith, Hannon)
11. Life Is a River – 4:55 (Keith, Hannon, Wheat)
12. Sympathy – 4:03 (Keith, Hannon, Rude)
13. Time Bomb – 4:10 (Keith, Hannon, Wheat, Rude)
14. 'Til That Day – 4:03 (Keith, Rude)

Traccia bonus nell'edizione europea
1. Burnout to Fade (Writing Demo Version) – 4:29

Traccia bonus nell'edizione giapponese
1. Taste My Pain – 4:09 – originariamente pubblicata come singolo nel 2013

## Formazione
Gruppo
- Jeff Keith – voce
- Frank Hannon – chitarre, tastiere, cori
- Dave Rude – chitarre, cori
- Brian Wheat – basso, pianoforte, cori
- Troy Luccketta – batteria

Produzione
- Tom Zutaut, Tesla – produzione
- Brian Wheat, Patrick Olguin – ingegneria del suono
- Michael Wagener – missaggio e mastering
- Duane Serfass – fotografia

## Classifiche
| Classifica (2014)         | Posizione massima |
| ------------------------- | ----------------- |
| Germania                  | 93                |
| Stati Uniti               | 24                |
| Stati Uniti (hard rock)   | 2                 |
| Stati Uniti (independent) | 5                 |
| Stati Uniti (rock)        | 9                 |
| Stati Uniti (tastemaker)  | 11                |
| Svizzera                  | 42                |

## Date di pubblicazione
| Luogo       | Data           | Etichetta              |
| ----------- | -------------- | ---------------------- |
| Europa      | 6 giugno 2014  | Frontiers Records      |
| Stati Uniti | 10 giugno 2014 | Tesla Electric Company |
| Giappone    | 17 giugno 2014 | Marquee Inc. Japan     |